# Babetida Sadjo
Babetida Sadjo, née à Bafatá, en Guinée-Bissau, est une actrice belge.

## Biographie
Babetida a grandi en Guinée-Bissau jusqu'à ses 12 ans, avant de partir vivre à Hanoï au Viêt Nam où elle fréquentera durant quatre années le lycée français Alexandre-Yersin. C'est là qu'elle apprendra non seulement le français, mais aussi qu'elle découvrira le théâtre.
Elle s'installera ensuite avec sa famille à Herstal en Belgique et y terminera ses études secondaires. Elle poursuivra en parallèle sa formation théâtrale au Centre Antoine Vitez.
Finalement, elle partira s'installer à Bruxelles pour entrer au Conservatoire royal de Bruxelles et obtiendra son diplôme d'Art-Dramatique en 2007,.
C'est avec Waste Land, dans son rôle d'Aysha au côté de Jérémie Renier, qu'elle gagnera en reconnaissance au niveau national et obtiendra même le prix de la Meilleure actrice dans un second rôle au Festival du film d'Ostende en 2015.
Elle jouera ensuite dans The Paradise Suite de Joost van Ginkel mais c'est avec And Breathe Normally d'Ísold Uggadóttir dans son rôle d'Adja, jeune clandestine arrivée en Islande, qu'elle commence sa carrière internationale,,.
Elle a également été membre du jury du Festival international du film policier de Liège en 2018.
Elle interprète le personnage de Laura Djalo dans la série belge Into the Night diffusée sur Netflix à partir du 1er mai 2020.

## Filmographie

### Cinéma
- 2009 : Sœur Sourire de Stijn Coninx : une nonne au couvent
- 2010 : Protéger et servir d'Éric Lavaine : l'hôtesse d'hôpital
- 2012 : Ombline de Stéphane Cazes : surveillante Elsa
- 2013 : Neuf mois ferme d'Albert Dupontel : la victime du lavabo
- 2014 : Waste Land de Pieter Van Hees : Aysha Tshimanga
- 2015 : The Paradise Suite de Joost van Ginkel : Angele
- 2017 : Puis respirer normalement d'Ísold Uggadóttir : Adja
- 2021 : De son vivant d'Emmanuelle Bercot : l'infirmière à fleur de peau
- 2021 : Mon Père, le Diable d'Ellie Foumbi : Marie Cissé
- 2022 : Juwaa de Nganji Mutiri
- 2022 : Dalva d'Emmanuelle Nicot : la doctoresse
- 2022 : Krump de Cédric Bourgeois : Blondie
- 2022 : Plongée mortelle de Hans Herbots : Ombayi Mualuke
- 2023 : Temps mort d'Eve Duchemin : Edith
- 2023 : Amal : Un esprit libre de Jawad Rhalib : Sylvie

### Télévision
- 2014 : Esprits de famille (série télévisée belge) de Jean-Luc Goossens : Désirée
- 2020 : Moloch (série Arte) d'Arnaud Malherbe : Gloria
- 2020 : Into the Night (série Netflix) d'Inti Calfat et Dirk Verheye : Laura Djalo
- 2022 : Attraction, mini-série d'Indra Siera

## Distinctions

### Récompenses
- 2015 : Ensors 2015 - Meilleure actrice dans un second rôle pour Waste Land

### Nominations
- 2016 : Magritte 2016 - Meilleure actrice dans un second rôle pour Waste Land